# Stazione di San Marcellino-Frignano
La stazione di San Marcellino-Frignano è una stazione ferroviaria posta alla diramazione delle linee Roma-Formia-Napoli e Villa Literno-Cancello. Serve i centri abitati di San Marcellino e Frignano.
In questa stazione, la linea proveniente da Villa Literno si dirama in un ramo a doppio binario, diretto ad Aversa e Napoli (e che, quindi, continua sulla linea Roma-Formia-Napoli), ed uno a binario singolo diretto verso la stazione di Gricignano-Teverola, dalla quale si unisce alla linea verso Caserta e Foggia, oltre che alla linea per Cancello per il traffico merci.

## Storia
La diramazione verso Gricignano descritta sopra venne progettata nel 1924, al fine di evitare l'inversione di marcia ad Aversa per i treni diretti dal Lazio verso la Puglia, mentre la stazione di San Marcellino-Frignano venne aperta il 5 luglio 1928, con l'apertura complessiva della ferrovia Roma-Formia-Napoli. La stazione aveva un significativo traffico merci, principalmente di derrate alimentari, poi diminuito fino alla chiusura dello scalo merci alla fine degli anni 1990.

## Strutture e impianti
La stazione dispone di 4 binari, di cui 3 serviti da marciapiede ed utilizzati per il servizio viaggiatori, ed uno utilizzato come binario di deviata (il numero 2). Sono ancora visibili alcuni dei numerosi tronchini originariamente presenti per lo scalo merci. All'esterno della stazione è presente un parcheggio.

## Movimento
La fermata è servita da treni regionali svolti da Trenitalia nell'ambito del contratto di servizio stipulato con la Regione Campania.
Nel 2007, il traffico giornaliero medio era di 135 unità.

## Servizi
- Sottopassaggio

## Interscambi
Fra il 1912 e il 1960 sul piazzale antistante la stazione era presente una fermata della tranvia Aversa-Albanova, esercita dalla società belga Société Anonyme des Tramways Provinciaux (SATP).